# Frank Rutherford
Frank Rutherford (Bahamas, 23 de noviembre de 1964) es un atleta bahameño retirado, especializado en la prueba de triple salto en la que llegó a ser medallista de bronce olímpico en 1992.

## Carrera deportiva
En los JJ. OO. de Barcelona 1992 ganó la medalla de bronce en el triple salto, con un salto de 17.36 m, tras los estadounidenses Mike Conley (oro con 18.17 m que fue récord olímpico) y Charles Simpkins (plata con 17.60 m).